# George W. Lilley
George William Lilley (Kewanee, 1850. február 9. – ?, 1904. június 8.) matematikus professzor, a Dél-dakotai Állami Egyetem és a Washingtoni Állami Egyetem első rektora.

## Élete
Lilley 1850. február 9-én született az Illinois állambeli Kewanee-ben. George szülei szénbányát üzemeltető telepesek voltak; édesapja az angol William Lilley, édesanyja pedig a kanadai Harriet Huntley Lilley. A családnak hat gyereke volt.
George Lilley főiskolai tanulmányait a Galesburgben fekvő Knox Főiskolán végezte; alapfokú végzettségét 1873–1874 környékén szerezte meg, 1886-ban pedig tiszteletbeli fokozattal jutalmazták. A férfi később az Ann Arbor-i Michigani Egyetemen, valamint a Bloomingtonban elhelyezkedő Illinois-i Wesleyan Egyetemen tanult; utóbbi intézményben PhD és LL.D. fokozatokat is szerzett.

### Családja
Lilley 1879. június 11-én a Massachusetts állambeli Lowellben feleségül vette a helyi születésű Sophia Adelaide Munnt. Sophia 1856. október 11-én született, édesapja William Munn, édesanyja pedig Mary Munn. A Lilley házaspár egyetlen fia, Frank Munn Lilley május harmadikán született az Iowa állambeli Corningban; Frank 1880. május 6-án halt meg.
George W. Lilley 1904-es halála után özvegye a eugene-i Carnegie Könyvtárban dolgozott annak 1906. augusztus 20-i megnyitásától 1933-ig. Az 1930-as népszámlálás szerint az akkor 73 éves özvegy továbbra is Eugene-ben él, és a városi könyvtár kötelékében dolgozik. Sophia 1933. augusztus 19-én hunyt el; emlékét a könyvtárban 1936 óta nevét viselő polc őrzi.

## Munkássága
George Lilley üzleti karrierjét 1878 és 1880 között folytatta Corningban, majd 1884 elején a brookingsi Dakotai Mezőgazdasági Főiskola (ma Dél-dakotai Állami Egyetem) első rektorává választották. Lilley vezetése alatt a különböző felkészültségű hallgatók száma 35-ről 252-re nőtt, valamint az első épület is elkészült. 1886-os lemondása után számos eredményt tulajdonítottak neki; a férfi visszavonulása után még négy évig oktatott matematikát az intézményben.
1891-ben Lilley a pullmani Washingtoni Mezőgazdasági Főiskola és Tudományos Iskola (ma Washingtoni Állami Egyetem) első rektora lett egy éves időtartamra, mialatt fő feladata a Palouse-régióban frissen alapított Washingtoni Mezőgazdasági Kísérleti Állomás irányítása volt. George nevéhez fűződik az első oktatási épület megnyitása és az első öt oktató felvétele; az első osztályok 1892. január 12-én indultak 59 hallgatóval; köztük 13-an főiskolai-, 46-an pedig előkészítő kurzusra iratkoztak be. George Lilley a rektori pozíció betöltése mellett matematikát és elemi fizikát oktatott, sógora (Charles E. Munn) pedig az állatorvos-tudományi iskola professzora volt.
George W. Lilley megbízatása 1892-ig tartott, ekkor az igazgatótanács John W. Hestont jelölte ki utódjául. Lilley-t „egy közvetlen középnyugatiként” jellemezték, aki hallgatói körében is népszerű volt.
A férfi pozíciójának lejárta után Portlandbe költözött, ahol 1894 és 1896 között a Park School igazgatója volt, 1897-től 1904-ben bekövetkezett haláláig pedig a eugene-i Oregoni Egyetem matematikaoktatója volt.

## Fordítás
Ez a szócikk részben vagy egészben  a   George W. Lilley című angol Wikipédia-szócikk ezen változatának fordításán alapul.  Az eredeti cikk szerkesztőit annak laptörténete sorolja fel. Ez a jelzés csupán a megfogalmazás eredetét és a szerzői jogokat jelzi, nem szolgál a cikkben szereplő információk forrásmegjelöléseként.